# Suzy McKee Charnas
Suzy McKee Charnas (Nueva York, 22 de octubre de 1939-Nuevo México, 2 de enero de 2023) fue una escritora de relatos cortos y novelista, dedicada principalmente a los géneros de la ciencia ficción y la fantasía. Ha ganado varios premios literarios con su obra, entre ellos el Premio Hugo, el Premio Nébula y el Premio James Tiptree Jr.. Una selección de sus relatos cortos fue publicada bajo el título Stagestruck Vampires and Other Phantasms en el año 2004. Vivió sus últimos años en la ciudad de Santa Fe, Nuevo México.

## Vida personal
Nacida en Nueva York, Suzy McKee es hija de dos comerciantes, y fue educada para valerse por sí misma. Comenzó a escribir sus propios cómics con seis años y estudió Historia económica en el Barnard College en 1961 porque necesitaba herramientas para crear sociedades realistas para sus historias de fantasía. Trabajó para los Cuerpos de Paz durante dos años dando clases en el oeste de Nigeria. Posteriormente estudió en la universidad de Nueva York.
Dio clases en la New Lincoln School de Nueva York hasta que el Flower Fifth Avenue Hospital la contrató como consultora para su programa de tratamiento de la drogadicción en los institutos.
Tras contraer matrimonio en 1969 con un abogado, se trasladó con su marido a Nuevo México, donde comenzó a escribir de forma continuada sobre todo ciencia ficción y fantasía, pero también relatos de terror y cualquier género que llamara su atención. En su novela My Father's Ghost (2002) la autora habla de la tensa relación con su padre, Robinson McKee, de su reconciliación y los últimos años que pasaron juntos.
A nivel personal Suzy McKee se considera de ideología liberal, feminista, una creyente convencida en la reencarnación y le gusta explorar preguntas que le lleven a escribir buenas historias.

## Controversia
Cuando la autora intentó publicar Motherlines, la segunda novela de la serie Holdfast, se encontró con cierta resistencia. La editorial que había publicado Walk to the End of the World, Ballantine Books, rechazó Motherlines porque la consideró demasiado inapropiada para lo que consideraban su principal público de ciencia ficción: chicos jóvenes. Esto se debe a que el libro no contiene personajes masculinos y muestra algunas relaciones sexuales controvertidas. Charnas intentó que le publicaran la obra en varias ocasiones. Se la rechazó no tanto por la calidad del libro, como por sus temas controvertidos, e incluso radicales. Un editor incluso dijo que podía aceptar la obra -e incluso que tendría mucho éxito- si todos los personajes femeninos fueran convertidos en hombres. Charnas rechazó la oferta. Finalmente el libro fue aceptado después de un año por el editor David Hartwell, que continuó publicando otras obras de Charnas.

### Novelas
- Dorothea Dreams (1986)
- The Kingdom of Kevin Malone (1993)
- The Ruby Tear (1997)

### Series
- The Holdfast Chronicles
  - Walk to the End of the World (1974)
  - Motherlines (1978)
  - The Holdfast Chronicles:The Furies (1994)
  - The Holdfast Chronicles:The Conqueror's Child (1999)

- Sorcery Hill
  - The Bronze King (1985)
  - The Silver Glove (1988)
  - The Golden Thread (1989)

### Colecciones de relatos cortos
- The Vampire Tapestry (1980)
- Moonstone and Tiger-Eye (1992)
- Music of the Night (2001) ebook
- Stagestruck Vampires (2004)

### Otros formatos
- Strange Seas (2001) ebook
- My Father's Ghost (2002)

### Relatos cortos destacados
- "Unicorn Tapestry" (1980) Ganador del premio Nébula al mejor relato corto. Posteriormente incluido en El tapiz del vampiro.
- "Scorched Supper on New Niger" (1980)
- "Listening to Brahms" (1988)
- "Boobs" (1989)
- "Beauty and the Opera or the Phantom Beast" (1996)
- "Peregrines" (2004)